# Nazionale maschile under 19 di football americano di El Salvador
La nazionale Under-19 di football americano di El Salvador è la selezione Under-19 maschile di football americano della SAAIF che rappresenta El Salvador nelle varie competizioni ufficiali o amichevoli riservate a squadre nazionali Under-19.

## Risultati
Legenda: Grassetto: Risultato migliore, Corsivo: Mancate partecipazioni

## Dettaglio stagioni

### Amichevoli
| Stagione | Vin | Par | Per | Tot | PF | PS | avversaria          |
| -------- | --- | --- | --- | --- | -- | -- | ------------------- |
| 2016     | 1   | 0   | 0   | 1   | 28 | 14 | Honduras            |
| 2017     | 0   | 0   | 2   | 2   | 0  | 36 | Guatemala, Honduras |
| Totale   | 1   | 0   | 2   | 2   | 28 | 50 |                     |

### Riepilogo partite disputate
| Anno            | Luogo           | Evento     | Fase del torneo | Incontro                | Risultato |
| 28 agosto 2016  | Santa Tecla     | Amichevole |                 | El Salvador - Honduras  | 28 - 14   |
| 4 febbraio 2017 | San José Pinula | Amichevole |                 | Guatemala - El Salvador | 24 - 0    |
| 29 aprile 2017  | Honduras        | Amichevole |                 | Honduras - El Salvador  | 12 - 0    |

## Confronti con le altre Nazionali
Questi sono i saldi della nazionale di El Salvador nei confronti delle nazionali incontrate.

### Saldo in pareggio
| Nazionale | Giocate | Vinte | Pareggiate | Perse | PF | PS | Ultima vittoria | Ultimo pari | Ultima sconfitta |
| --------- | ------- | ----- | ---------- | ----- | -- | -- | --------------- | ----------- | ---------------- |
| Honduras  | 2       | 1     | 0          | 1     | 28 | 26 | 2016            | -           | 2017             |

### Saldo negativo
| Nazionale | Giocate | Vinte | Pareggiate | Perse | PF | PS | Ultima vittoria | Ultimo pari | Ultima sconfitta |
| --------- | ------- | ----- | ---------- | ----- | -- | -- | --------------- | ----------- | ---------------- |
| Guatemala | 1       | 0     | 0          | 1     | 0  | 24 | -               | -           | 2017             |